# Terrorist Takedown: Konflikt na Bliskim Wschodzie
Terrorist Takedown: Konflikt na Bliskim Wschodzie lub Terrorist Takedown – gra komputerowa z serii Terrorist Takedown wyprodukowana i wydana przez City Interactive w 2004 roku na PC.

## Rozrywka
Terrorist Takedown: Konflikt na Bliskim Wschodzie jest grą akcji z gatunku FPS. Gracz wciela się w postać żołnierza jednostki specjalnej a jego zadaniem jest walka z terroryzmem na Bliskim Wschodzie, na którą składa się 16 scenariuszy. Gracz ma do dyspozycji m.in. pistolety, granaty, ciężkie karabiny maszynowe i wyrzutnie rakiet.
Gracz obserwuje akcję gry z widoku FPP i TPP.
Gra została opracowana na zmodyfikowanym silniku graficznym Starmageddon 2: Project Freedom.
Ścieżka dźwiękowa została wykonana przez polską grupę muzyczną – Analog.